# Tom Van Grieken
Tom Van Grieken, född 7 oktober 1986 i Antwerpen, är en belgisk politiker.
Van Grieken är sedan den 19 oktober 2014 partiordförande för det nationalistiska Vlaams Belang.